# Trois Fontaines-i ciszterci apátság
A Trois Fontaines-i ciszterci apátság (latinul Trium Fontium, franciául Trois-Fontaines Abbaye) Champagne-Ardenne tartományban található régi ciszter kolostor Északkelet-Franciaországban.

## Története
Az apátságot 1118-ban hozta létre Clairvaux-i Szent Bernát, a Clairvaux-i ciszterci apátság fíliájaként. Ennek a monostornak a Cîteaux volt az anyaklastroma, ahol a ciszterci rend alapítására sor került.
Bernátnak valószínűleg itt volt a szülőhelye, részben ezért is választhatta az új monostor helyéül. Ekkor a szerzetesek száma úgy 130 fő lehetett. A 13. században itt élt Trois Fontaines-i Alberik krónikás is.

Az új kolostornak hamar születtek fíliái, főleg Franciaországban. 1183-ban szerzetesek egy csoportja Magyarországra ment, ahol III. Bélától elnyerték Szentgotthárdot és a Vendvidéket. Magyarországon még egy alapításuk is ismert, Bélakúton, a Vajdaságban.
1790-ben a rend feloszlott.

## Filiái
- La Chaladei apátság (Lotaringia)
- Orvali apátság (Belgium)
- Haute-Fontainei apátság (Champagne)
- Cheminoni apátság (Champagne)
- Châtilloni apátság (Lotaringia)
- Monthiers-en-Argonnei apátság (Champagne)
- Szentgotthárdi apátság (Vas vármegye)
- Bélakúti apátság ([Pétervárad - Újvidék], Vajdaság, Szerbia)